# زين فران
زين العابدين غسان فران (21 يوليو 1999) هو لاعب كرة قدم لبناني يلعب كجناح لنادي العهد والمنتخب اللبناني.

## مهنة النادي
بدأ فران مسيرته المهنية في الإصلاح البرج الشمالي، حيث وقع في 2 أغسطس 2017. وفي 15 آب / أغسطس 2020، انضم إلى نادي البرج. ثم انتقل إلى نادي العهد في 7 مايو 2021، وتم إعارته إلى شباب الساحل لمدة عام واحد في 28 يونيو 2022. وبحلول نوفمبر، سجل خمسة أهداف وصنع أربعة في الدوري اللبناني الممتاز 2022-23.

## مهنة دولية
مثل لبنان دوليا في مستوى تحت 23 عاما. وظهر لأول مرة مع منتخب لبنان في 19 نوفمبر 2022، كبديل في مباراة ودية أمام الكويت في دبي.

## إحصائيات المهنة

### دولي
| الفريق الوطني | سنة     | الظهور | الأهداف |
| ------------- | ------- | ------ | ------- |
| لبنان         | 2022    | 2      | 0       |
| لبنان         | 2023    | 8      | 0       |
| المجموع       | المجموع | 10     | 0       |

## الإنجازات
العهد
- وصيف كأس النخبة اللبنانية: 2021

## روابط خارجية
- زين فران على موقع قاعدة بيانات كرة القدم.إي يو (الإنجليزية)
- زين فران على موقع ناشيونال فوتبول تيمز (الإنجليزية)
- زين فران على موقع Soccerway.com (الإنجليزية)
- زين فران على موقع كووورة